# Acura Classic 1998
Acura Classic 1998 — жіночий тенісний турнір, що проходив на відкритих кортах з твердим покриттям Manhattan Country Club у Мангеттен-Біч (США). Належав до турнірів 2-ї категорії в рамках Туру WTA 1998. Тривав з 10 до 16 серпня 1998 року.

## Фінальна частина

### Одиночний розряд
Ліндсі Девенпорт —  Мартіна Хінгіс 4–6, 6–4, 6–3
- Для Девенпорт це був 8-й титул за сезон і 39-й — за кар'єру.

### Парний розряд
Мартіна Хінгіс /  Наташа Звєрєва —  Тамарін Танасугарн /  Олена Татаркова 6–4, 6–2
- Для Хінгіс це був 11-й титул за сезон і 36-й — за кар'єру. Для Звєрєвої це був 5-й титул за сезон і 78-й — за кар'єру.